# Championnat de Cuba de football 2016
Navigation
Saison précédente Saison suivante
La saison 2016 du Campeonato Nacional de Fútbol est la cent-unième édition du championnat de Cuba de football. 
Les dix formations engagées sont regroupées au sein d'une poule unique où elles s'affrontent deux fois, à domicile et à l'extérieur. Même si traditionnellement, les deux derniers du classement sont relégués et remplacés par les deux meilleures formations du Torneo de Ascenso, l'AFC décida en fin d'année, une fois le championnat terminé, qu'il n'y aurait pas de relégation.
C'est le FC Villa Clara qui remporte le championnat pour la quatorzième fois de son histoire.

## Les clubs participants
- CF Camagüey (tenant)
- FC Ciego de Ávila
- FC Cienfuegos
- FC Guantánamo
- CF Granma (promu)
- FC Isla de la Juventud
- FC La Habana
- FC Las Tunas
- FC Santiago de Cuba
- FC Villa Clara

## Compétition

### Classement
Pour départager les égalités, on tient d'abord compte des points en confrontations directes avant la différence de buts générale.
| Rang | Équipe                 | Pts | J  | G  | N | P  | Bp | Bc | Diff |
| ---- | ---------------------- | --- | -- | -- | - | -- | -- | -- | ---- |
| 1    | FC Villa Clara         | 36  | 18 | 11 | 3 | 4  | 33 | 19 | +14  |
| 2    | FC Guantánamo          | 36  | 18 | 11 | 3 | 4  | 32 | 19 | +13  |
| 3    | FC La Habana           | 35  | 18 | 11 | 2 | 5  | 34 | 17 | +17  |
| 4    | FC Santiago de Cuba    | 31  | 17 | 9  | 4 | 4  | 21 | 14 | +7   |
| 5    | FC Ciego de Ávila      | 26  | 18 | 7  | 5 | 6  | 32 | 24 | +8   |
| 6    | FC Las Tunas           | 23  | 18 | 6  | 5 | 7  | 28 | 33 | -5   |
| 7    | CF Granma P            | 19  | 18 | 5  | 4 | 9  | 27 | 40 | -13  |
| 8    | CF Camagüey T          | 18  | 18 | 5  | 3 | 10 | 18 | 25 | -7   |
| 9    | FC Isla de la Juventud | 15  | 17 | 4  | 3 | 10 | 17 | 30 | -13  |
| 10   | FC Cienfuegos          | 11  | 18 | 3  | 2 | 13 | 11 | 32 | -21  |

|  | Champion de Cuba 2016                                   |
|  | T : Tenant du titre P : Promu du Torneo de Ascenso 2016 |

### Torneo de Ascenso 2017
Disputé sous forme de poule unique avec six participants, dont les deux premiers sont promus en première division. Tous les matchs sont disputés à Sancti Spíritus, dans la province éponyme, du 19 au 27 janvier 2017.
| Rang | Équipe             | Pts | J | G | N | P | Bp | Bc | Diff |
| ---- | ------------------ | --- | - | - | - | - | -- | -- | ---- |
| 1    | FC Artemisa        | 13  | 5 | 4 | 1 | 0 | 11 | 3  | +8   |
| 2    | FC Sancti Spíritus | 10  | 5 | 3 | 1 | 1 | 9  | 6  | +3   |
| 3    | FC Pinar del Río   | 7   | 5 | 2 | 1 | 2 | 6  | 7  | -1   |
| 4    | FC Matanzas        | 6   | 5 | 2 | 0 | 3 | 7  | 10 | -3   |
| 5    | FC Holguín         | 4   | 5 | 1 | 1 | 3 | 3  | 6  | -3   |
| 6    | FC Mayabeque       | 3   | 5 | 1 | 0 | 4 | 4  | 8  | -4   |

|  | Promu en championnat 2017 |

## Bilan de la saison
| Championnat de Cuba de football 2016 |                            |
| Champion                             | FC Villa Clara (14e titre) |
| Qualifications continentales         |                            |
| CFU Club Championship 2017           | Aucun                      |
| Promotions et relégations            |                            |
| Promus en Liga Nacional              | FC Artemisa                |
| Promus en Liga Nacional              | FC Sancti Spíritus         |
| Relégués en Torneo de Ascenso        | Aucun                      |